# Armistício de 22 de junho de 1940

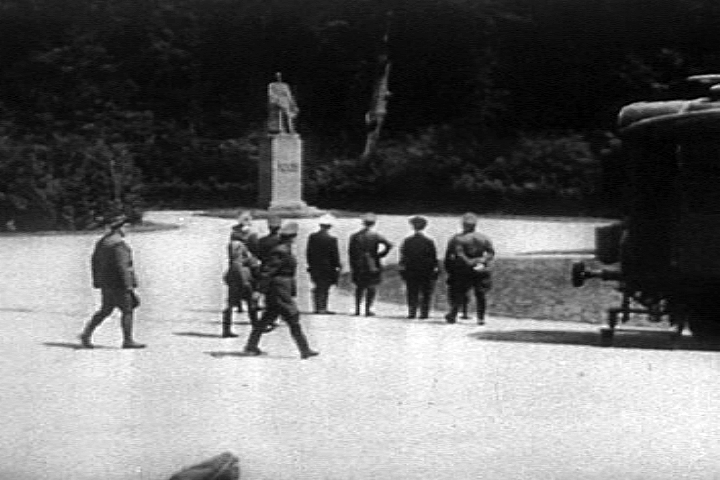
Hitler, no centro do grupo, com a mão na cintura, ao lado de Hermann Goering, e seus generais, perante a estátua do marechal Ferdinand Foch antes da assinatura do armistício. À direita da imagem pode ver-se uma parte da carruagem do armistício.

O armistício de 22 de junho de 1940 ou Segundo Armistício de Compiègne, ou, na sua forma portuguesa, de Compienha, foi um acordo que se sucedeu ao cessar-fogo e fim de hostilidades entre as autoridades do Terceiro Reich e os representantes da República Francesa, no decorrer da Segunda Guerra Mundial, que foi assinado em Rethondes nessa data, na chamada carruagem do armistício (a mesma onde se tinha assinado o armistício de 11 de novembro de 1918 que pôs fim à Primeira Guerra Mundial).
O armistício estabeleceu as condições oficiais da ocupação alemã da França, que ficou dividida em duas grandes zonas, a zona ocupada, sob controle alemão, e a chamada zone libre, sob a autoridade da França de Vichy.
Além das zonas citadas, distingue-se ainda o departamento do Norte que fica unido ao Governo Militar alemão na Bélgica, uma chamada «zona reservada» a leste (Alsácia e Lorena), a chamada «zona proibida» ao longo do litoral no Canal da Mancha e do Oceano Atlântico e uma pequena zona de ocupação italiana.
O avanço aliado depois do desembarque na Normandia permitiu desde junho de 1944 restabelecer a soberania francesa sobre o seu território nacional e pôr fim ao regime colaboracionista do marechal Philippe Pétain.

## Condições do armistício de Rethondes

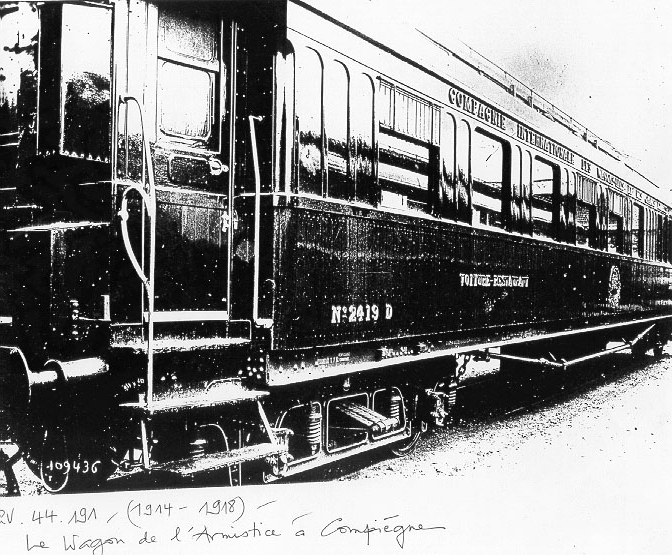
Imagem da carruagem do armistício, utilizada para a assinatura deste armistício e para a do Armistício de 11 de novembro de 1918.

A delegação francesa foi presidida pelo general Charles Huntziger e inclusive por um civil, o embaixador Léon Noël, tendo recebido do general Maxime Weygand, o novo Ministro de Defesa, as instruções formais de cumprir as três exigências alemãs: a ocupação total de todo o território, a entrega da frota e a instalação dos alemães em território francês.
As condições do armistício foram motivadas pelas preocupações nessa época de Adolf Hitler: talvez houvesse que evitar de forma permanente que a França se tornasse uma grande potência militar, mas a curto prazo haveria que velar para que a frota francesa não se unisse ao Reino Unido, único país que fica por vencer, uma vez que um acordo de paz com o Reino Unido ficava por ora longe da realidade. Por outro lado, não havia de irritar nem o aliado italiano nem o potencial aliado espanhol. Hitler teve um encontro com Benito Mussolini em 18 de junho em Munique para convencê-lo a aceitar as instruções de Weygand, que tinha adivinhado. O Duce queria ocupar a França até ao rio Ródano, apoderar-se da frota e anexar Nice, a Córsega e os dos departamentos franceses que formam a Saboia histórica (Alta Saboia e Saboia).
É todo este conjunto de considerações complexas que determinará as condições do acordo de armistício, um texto breve de vinte e quatro artigos, que contem, entre outras, as seguintes cláusulas:
- Os prisioneiros de guerra (mais de um milhão e meio de homens) ficam cativos até à assinatura de um acordo de paz;
- A metade norte, bem como a costa atlântica, ficam sob a ocupação alemã, constituindo a chamada zona ocupada, que abarca aproximadamente três quintas partes do território. O resto constitui a chamada zona livre, isto é, a não ocupada, situada principalmente a sul do rio Loire. Ambas as zonas se encontravam separadas pela chamada linha de demarcação;
- A França deve prover a manutenção do Exército alemão de ocupação. O importe da dita manutenção é fixado de forma quase arbitrária pelos alemães, sendo, como média, de uns 400 milhões de francos por dia;
- Na zona livre, o exército francês fica limitado a 100 000 homens e ditas tropas ficam desarmadas;
- A soberania francesa se exerce sobre o conjunto do território, incluída a zona ocupada, Alsácia e Mosela, mas na zona ocupada se estipula que Alemanha exerce Os direitos da potência ocupante, o que implica que a Administração francesa colabora com ela de um modo correto.
- O império colonial francês fica igualmente sob autoridade do Governo francês;
- Os navios de guerra devem acudir a seus portos em períodos de paz, embora alguns deles, como o de Brest, esteja em zona ocupada;
- França deve entregar os refugiados políticos alemães ou austríacos refugiados em seu território fugindo do nazismo.

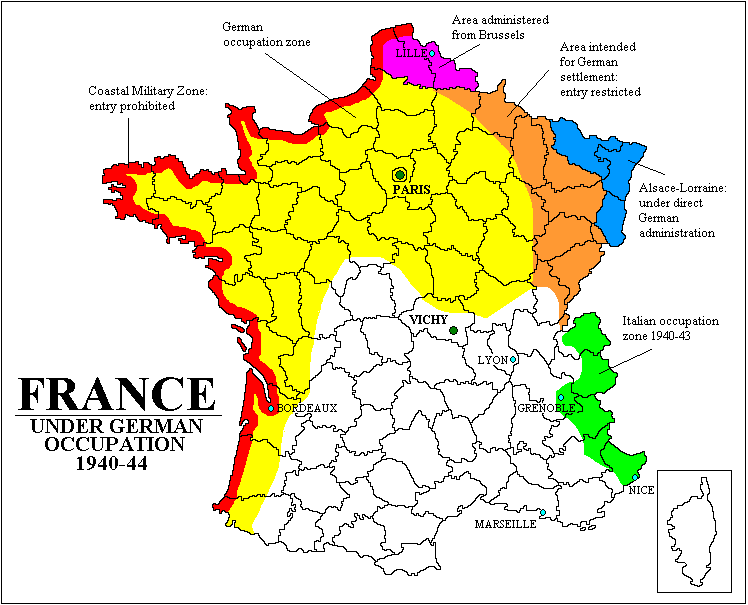
Mapa da França resultante das cláusulas do Armistício. Em vermelho, A costa proibida sob jurisdição militar alemã; em amarelo, a zona de ocupação militar alemã; em rosa a zona sob administração do Governo Militar alemão de Bruxelas; em laranja a zona de acesso restringido no leste; em azul Alsácia e Lorena, incorporadas de fato a Alemanha; em verde, a zona de ocupação italiana; a branco, a chamada zona livre administrada pela França de Vichy.

A decisão de Hitler de permitir à vencida França a conservação do seu império pode parecer nos dias de hoje surpreendente. Hitler, em uma carta a Mussolini, justifica a decisão (assim como a de manter uma zona não ocupada), pelo temor de não empurrar a França e a sua potente frota naval a continuação da guerra desde suas colónias (o que aliás certamente foi proposto por vários políticos franceses). 
A marinha alemã não estava em condições para a conquista do vasto império colonial francês de ultramar, e o envio de tropas a territórios longínquos não estava nos planos de Hitler. Com exceção da África Equatorial Francesa e da Nova Caledónia, as colónias francesas não se uniram nem a Charles de Gaulle nem aos Aliados nos meses seguintes ao armistício.
Por seu lado, Churchill, enfrentado o risco insuportável de ver a frota francesa regressar aos seus portos, agora ocupados pelo inimigo, segundo as cláusulas do armistício, envia em 3 de julho de 1940 uma frota britânica para que obrigue a frota francesa, que se dirigia as Antilhas Francesas, que se una à sua armada. O almirante francês em comando recusa o ultimato, sem informar o governo de Vichy de todas as possibilidades referidas neste, especialmente a de se dirigir para as Antilhas para se resguardar dos alemães. Em consequência disso houve um combate naval, a Batalha de Mers el-Kebir, no decurso da qual são afundados os principais navios franceses que se encontram na base.
O almirante François Darlan, que inicialmente havia recusado enviar a Brest as unidades ali paradas em tempo de paz e havia ordenado a totalidade da frota francesa reunir-se em bases no norte da África, modifica suas ordens a raiz do ataque britânico e ordena a frota que pare no porto metropolitano em Toulon (que ficava em zona livre) nos fins do ano 1940.
Por outro lado Itália, apesar de reivindicar os territórios do antigo condado de Nice e a Saboia, que não havia conseguido conquistar em combate, teve de contentar-se com a localidade mediterrânea de Menton. O resto dos territórios reivindicados não serão ocupados pelo Regio Esercito italiano senão em 11 de novembro de 1942, durante a invasão da zona antes não ocupada.

## Controvérsias
O general Charles de Gaulle reprovou Philippe Pétain (a quem respeitava) e, sobretudo, Maxime Weygand (a quem detestava) o próprio princípio do armistício que entregava a França atada de pés e mãos ao Terceiro Reich. No seu Chamamento de 18 de junho de 1940, de Gaulle advertiu os franceses que «esta guerra não se limita ao território do nosso país: esta guerra é uma guerra mundial», crendo fundadamente que os Estados Unidos da América entrariam na guerra e que unidos aos recursos dos impérios coloniais francês e britânico conseguiriam a derrota da Alemanha Nazi.